# Phylloicus bromelianum
Phylloicus bromelianum är en nattsländeart som beskrevs av Mueller 1880. Phylloicus bromelianum ingår i släktet Phylloicus och familjen Calamoceratidae. Inga underarter finns listade i Catalogue of Life.